# 張其庭
張其庭（1578年—？），字際卿，號晉陽，直隸廣平府邯鄲縣人，軍籍。

## 生平
万历三十四年丙午科顺天府乡试第十九名举人，三十五年（1607年）联捷丁未科进士，除中书舍人，擢工科给事中，历兵科、户科右给事中。凡儲饷軍國重事，無不抗章論之。避位家居，始倡建柳林閘。

## 家族
曾祖张鲲，壽官。祖父张国忠，壽官。父张九文。母王氏，継母馬氏。慈侍下。兄麟庭。